# Іванов-Ахметов Володимир Михайлович

В. М. Іванов-Ахметов. Страх, ілюстрація до роману М. О. Булгакова «Біла гвардія» (1984, папір, кол. автолітографія), Луганський обласний художній музей

Володи́мир Миха́йлович Івано́в-Ахме́тов (рос. Владимир Михайлович Иванов-Ахметов; * 2 жовтня 1953, Ішимбай — 17 липня 2024, Київ) — радянський, російський і український художник-графік. Член Спілки художників СРСР. Мешкав у Києві.

## Біографія
Народився 2 жовтня 1953 року в Ішимбаї Башкирської АРСР Російської Радянської Федеративної Соціалістичної Республіки.
Навчався в Київському державному художньому інституті.
Із 1984 р. — член Спілки художників СРСР.
Працював як викладач Видавничо-поліграфічного інституту НТУУ «КПІ».
18 липня 2024 року кафедра графіки ВПІ НТУУ «КПІ імені Ігоря Сікорського» повідомила, що 17 липня на 71-му році пішов з життя професор кафедри графіки, заслужений художник України, видатний майстер літографії та офорту Володимир Михайлович Іванов-Ахметов, який зробив вагомий внесок в образотворче мистецтво та освіту України, зростив плеяду видатних майстрів графічного мистецтва, створив власну школу. Відзначається, що за час роботи в КПІ він створив велику серію робіт, присвячену історії та видатним вченим університету; однією з провідних тем його творчості були сюжети, пов’язані з Києвом, де митець творив у своїй майстерні на Андріївському узвозі, 36.

## Твори
Його роботи перебувають у:
- Третьяковській галереї;
- Національному художньому музеї України;
- Зібранні (колекції) образотворчого мистецтва Градобанку;
- Національному художньому музеї в Белграді;
- Луганському обласному художньому музеї[3];
- Галереї Хамера (Музей Гаммера), Лос-Анджелес, США.

Є автором ілюстрацій видань:
- Фока Федорович Бурлачук. Черниговского полка поручик; Сожженные мосты. Ист. повести / Фока Бурлачук [Худож. В. М. Иванов-Ахметов] — 2-е изд., перераб. и доп. — К.: Дніпро, 1985. — 479 с., ил.
- Кунцевич М. Іноземка. Роман / Худ. В. М. Іванов-Ахметов. Пер. з польськ. О. В. Медущенко. — К.: Дніпро, 1989. — 527 с. — Серія: Зарубіжна проза ХХ століття.